# نیو ردنور
نیو ردنور (به انگلیسی: New Radnor) یک منطقهٔ مسکونی در بریتانیا است که در پویس واقع شده‌است. نیو ردنور ۴۰۹ نفر جمعیت دارد.